# Parafia św. Dominika Sawio w Ostródzie
Parafia Świętego Dominika Savio w Ostródzie – rzymskokatolicka parafia w Ostródzie, należąca do archidiecezji warmińskiej i dekanat Ostróda.
Została utworzona 25 marca 1981. Kościół parafialny mieści się przy ulicy św. Dominika Savio. Parafię prowadzą księża salezjanie.